# (18568) Thuillot
(18568) Thuillot est un astéroïde de la ceinture principale.

## Description
(18568) Thuillot est un astéroïde de la ceinture principale. Il fut découvert le 3 octobre 1997 à Caussols par le projet ODAS. Il présente une orbite caractérisée par un demi-grand axe de 3,13 UA, une excentricité de 0,07 et une inclinaison de 21,8° par rapport à l'écliptique.

## Compléments